# شقراق أزرق البطن
شقراق أزرق البطن (الاسم العلمي:Coracias cyanogaster) (بالإنجليزية: Blue-bellied Roller)‏ هي نوع من الطيور يتبع جنس الشقراق من فصيلة الشقراقية.